# بيت شلالا
بيت شلالا، هي قرية لبنانية من قرى قضاء البترون في محافظة الشمال.
- المسافة من بيروت: 82 كلم
- الارتفاع عن سطح البحر: 600 م
- الزراعة: التفاح، الزيتون، العنب.
- الينابيع القريبة: الدالة والغواويت ومار نقولا